# Kazuhide Takahama
Kazuhide Takahama (Nobeoka, 1930 – Bologna, 10 febbraio 2010) è stato un architetto e designer giapponese.

## Biografia
Nato nel 1930, studiò architettura a Tokyo e dopo la laurea entrò a far parte dello studio di Kazuo Fujioka.
Nel 1957 venne in Italia per sovraintendere all'allestimento architettonico del padiglione con il quale il Giappone partecipò per la prima volta alla XI Triennale di Milano, dove conobbe il designer e imprenditore Dino Gavina (1922-2007) con il quale intraprese una collaborazione professionale che sarebbe durata per tutta la vita. Di conseguenza nel 1964 si trasferì a Bologna e andò a lavorare come designer di mobili e lampade nello stabilimento di San Lazzaro.
Nel 1968 Gavina vendette alla Knoll International la sua società Gavina SPA, con il relativo stabilimento di Foligno disegnato da Achille Castiglioni, e fondò insieme a Maria Simoncini (1927-2010) la casa produttrice Simon international (poi acquisita da Cassina) e l'anno dopo aprì a Bologna il centro espositivo e commerciale intitolato a Marcel Duchamp con la partecipazione del celebre pittore dadaista e fotografo Man Ray.
In queste nuove sedi, Takahama ebbe modo di collaborare con il celebre architetto e designer Carlo Scarpa e negli anni successivi svolse un'intensa attività professionale che portò alla realizzazione di mobili e lampade di vario tipo, che costituiscono tuttora altrettante opere d'arte, caratterizzate sempre da una grande semplicità e pulizia formale e molto spesso rigorose come le composizioni zen.
I suoi colleghi dicevano che era tanto silenzioso da essere chiamato "l'uomo di pietra" ma la sua presenza era nettamente percepibile.
Takahama continuò a svolgere la sua attività di designer fino alla sua scomparsa avvenuta nel 2010.

## Opere
- Divani e poltroncine NAEKO (1958)
- Contenitori modulari riconfigurabili DADA per Cassina (1963)
- Doppia Long Chair SUZANNE (1965)
- Sedia in tondino d'acciaio cromato TULU (1968) per Simon
- Disegno dello stabilimento della Simon a Calcinelli di Saltara (Pesaro)
- Sedia in tondino d'acciaio JANO (1969)
- Sedia a schienale alto KAZUKI per Gavina (1970)
- Poltroncina in tondino d'acciaio cromato SAGHI (1972)
- Consolle Laccata ANTELLA per Cassina (1974)
- Tavolinetti tripli in acciaio e vetro o poliestere MARCEL T (1974)
- Mobili laccati della serie BRAMANTE per Cassina (1974-75)
- Divani e poltrone MARCEL dedicate a Duchamp (1974)
- Lampada da terra TOTEM per Sirrah (1975)
- Scrivania in poliestere LOOP (1977)
- Sedia GAJA (1978)
- Libreria componibile OLINTO dedicata a padre Olinto Marella
- Lamapade da Tavolo MICENE e DORIA
- Sedia NAUSIKA
- Sedia DJUNA (1983)
- Sedia KAZUKI per Gavina
- Lampada in vetro di murano TIKI
- Lampada ISIDE (1991)
- Lampada KUMO
- Lampada MAGNOLIA (2004)
- Pensiline modello METROPOLIS per la rete di trasporto comunale ATC di Bologna
- Sistema di arredo urbano PARADISO TERRESTRE